# Dekanat Niepołomice
Dekanat Niepołomice – jeden z 45 dekanatów w rzymskokatolickiej archidiecezji krakowskiej.

## Parafie
W skład dekanatu wchodzi 9 parafii:
- parafia Wniebowzięcia Najświętszej Maryi Panny – Grabie
- parafia św. Józefa Robotnika – Kłaj
- parafia Dziesięciu Tysięcy Męczenników – Niepołomice
- parafia Matki Boskiej Różańcowej – Niepołomice-Jazy
- parafia Najświętszej Maryi Panny Królowej Polski – Podłęże
- ośrodek duszpasterski św. Wojciecha Biskupa i Męczennika – Staniątki
- parafia św. Stanisława – Szarów
- parafia Matki Bożej Nieustającej Pomocy – Wola Batorska
- parafia Opieki Najświętszej Maryi Panny – Zabierzów Bocheński

## Galeria

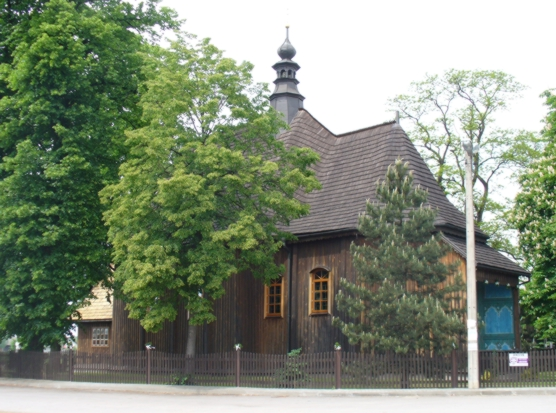
Kościół w Grabiu
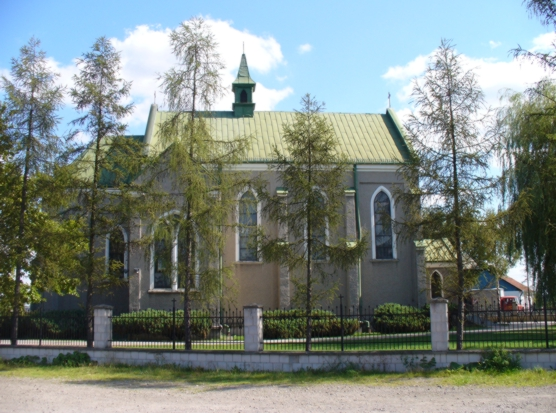
Kościół w Woli Batorskiej
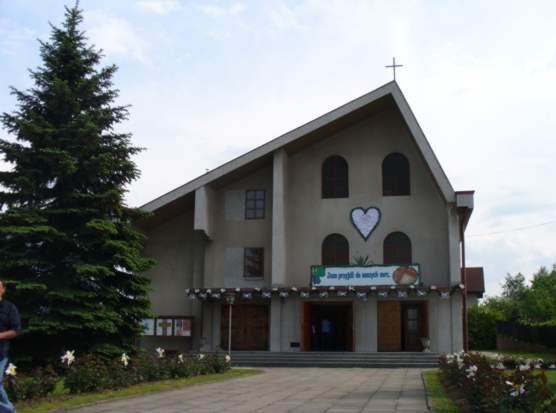
Kościół w Szarowie
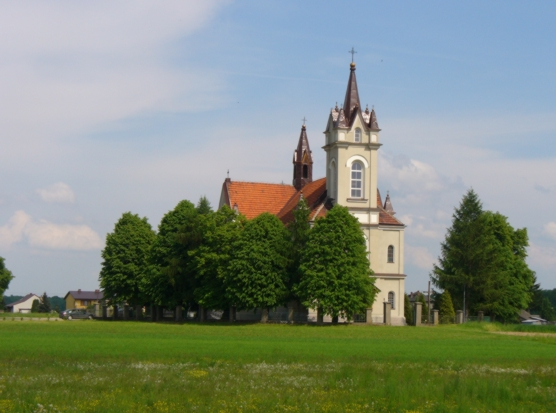
Kościół w Zabierzowie Bocheńskim
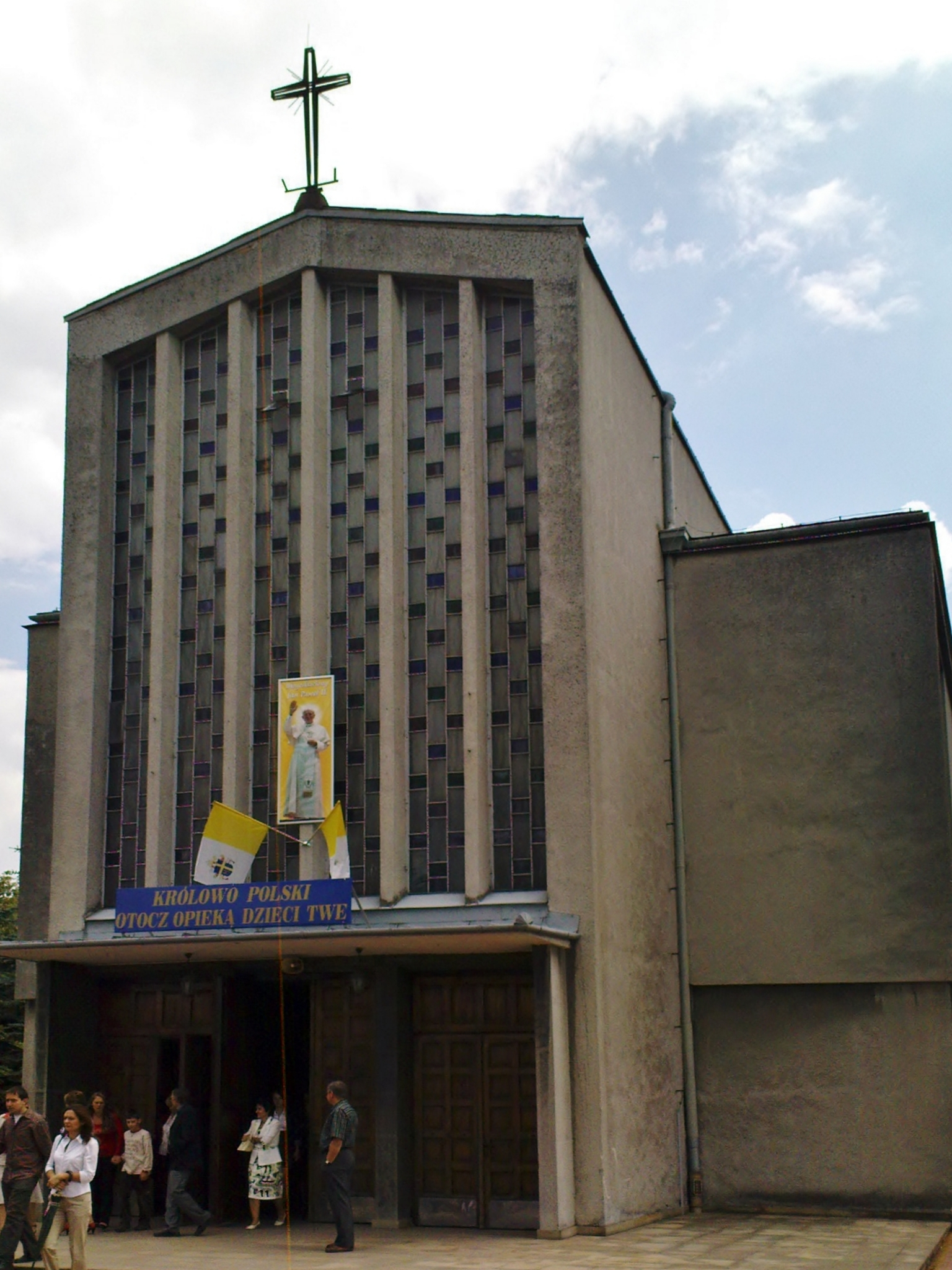
Kościół w Podłężu
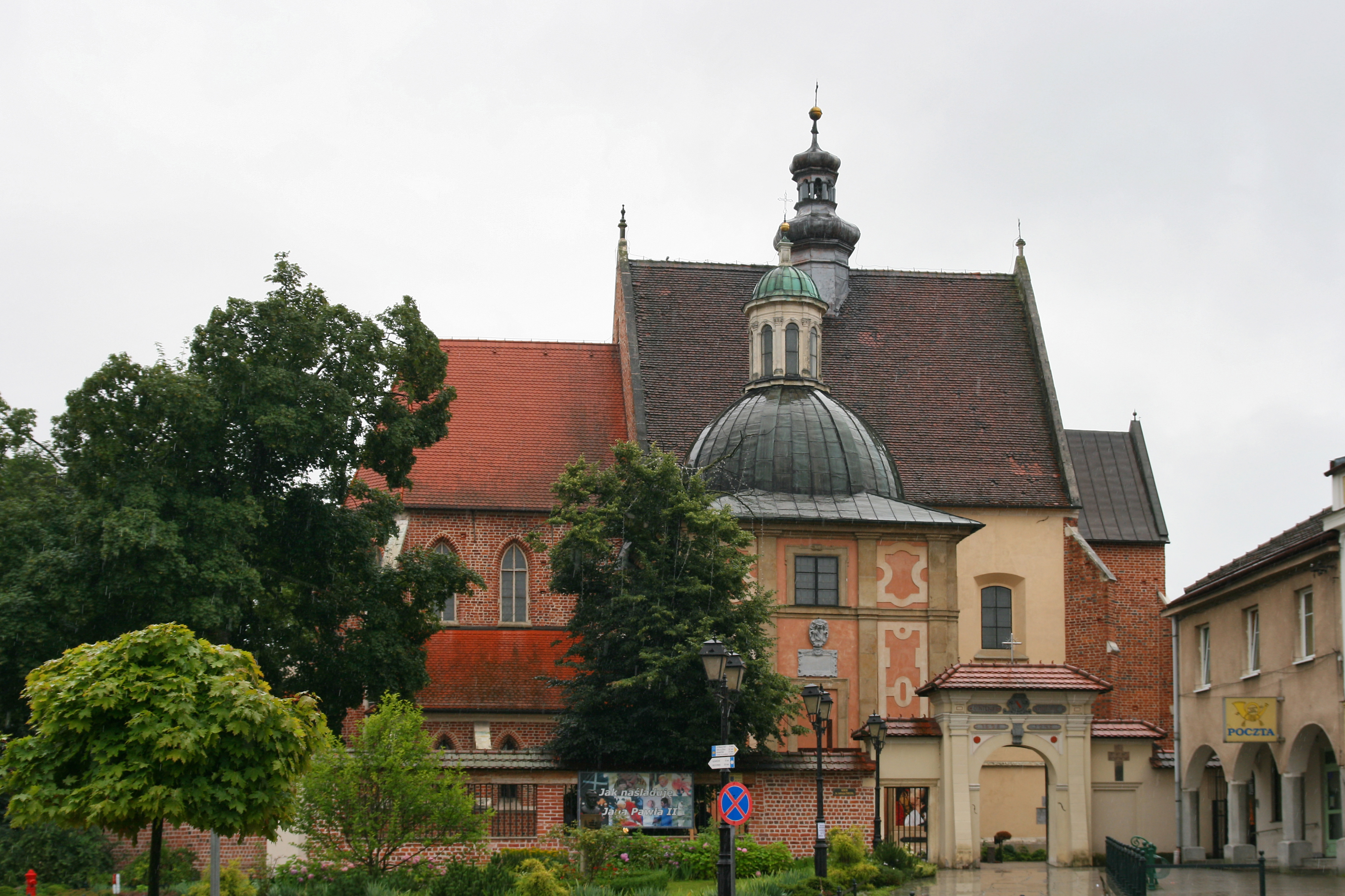
Kościół w Niepołomicach (10 tys. Męczennikow)

## Sąsiednie dekanaty
Bochnia Wschód (diec. tarnowska), Bochnia Zachód (diec. tarnowska), Kraków – Bieńczyce, Kraków – Mogiła, Kraków – Prokocim, Niegowić, Proszowice (diec. kielecka), Uście Solne (diec. tarnowska), Wieliczka